# 허성곤
허성곤(許成坤, 1955년 7월 9일~)은 대한민국의 공무원 출신 정치인으로, 제19·20대 경상남도 김해시장을 지냈다. 토목직 9급 공무원으로 공직을 시작하였다.

## 학력
- 이화초등학교
- 김해중학교
- 김해농공고등학교
- 부경대학교 토목공학과 학사
- 동아대학교 대학원 도시공학 석사
- 동아대학교 대학원 도시공학 박사

## 경력
- 1997년 2월~2006년 8월: 경상남도 김해시 종합민원국장, 도시관리국장
- 2006년 8월~2009년 6월: 경상남도 항만물류과장, 공공기관이전추진단장, 주택과장
- 2009년 7월~2010년 4월: 경상남도 창녕군 부군수
- 2010년 4월~2013년 1월: 경상남도 농수산국장, 도시건설방재국장, 건설사업본부장
- 2013년 5월~2014년 1월: 경상남도 기획조정실장
- 2015년 7월~2015년 12월: 제5대 부산진해경제자유구역청 청장
- 2016년 4월~2018년 6월: 제19대 민선 6기 경상남도 김해시장
- 2018년 7월~2022년 6월: 제20대 민선 7기 경상남도 김해시장
- 2020. 9.~2022. 7. 전국시장·군수·구청장협의회 부회장 겸 지역공동회장 겸 경남 협의회장

## 수상
- 1988년 제640호 자랑스러운 공무원 내무부장관 표창
- 1999년 정부포상 대통령표창
- 2005년 정부포상 대통령근정포장, 병역이행 명문가 증서 병무청장
- 2014년 정부포상 홍조근정훈장
- 2015년 제14회 부경대학교 자랑스러운 부경인상
- 2017년 2017 대한민국 유권자 대상
- 2017년 2017 지방자치 행정대상
- 2017년 2017 전국 기초단체장 매니페스토 우수사례 경진대회 사회적경제분야 최우수상
- 2018년 제7회 대한민국 지방자치 행정대상

## 역대 선거 결과
|  | 50.20% |

|  | 62.65% |

|  | 42.70% |